# Giacomo Franco

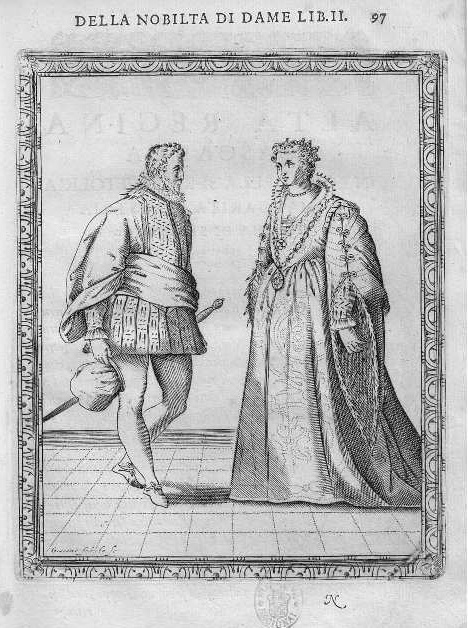
Grabado calcográfico de Giacomo Franco para Il ballarino de Fabrizio Caroso, reeditado en 1630 con el título Raccolta di varij balli fatti in occorrenze di nozze e festini da nobili cavalieri e dame di diuerse nationi. Biblioteca Nacional de España.

Giacomo Franco (1550-Venecia, 1620) fue un dibujante, grabador y editor italiano.

## Biografía
Hijo natural de Battista Franco, también pintor y grabador, nació en 1550 probablemente en Urbino o quizá en Venecia, donde se registra toda su actividad conocida. Debió de formarse con su padre que en su juventud en Roma había ejecutado algunos grabados de reproducción de los frescos de la Capilla Sixtina y las Estancias de Rafael.
Al aguafuerte o buril ilustró libros, como Il ballarino de Fabrizio Caroso da Sermoneta (1581), varias veces reimpreso, Las metamorfosis de Ovidio en la edición veneciana de 1584 o la Jerusalén liberada de Torquato Tasso en la primera edición ilustrada, impresa en Génova, 1590, además de proporcionar estampas de reproducción, como la Piedad y los Desposorios místicos de santa Catalina del Veronés. A partir de 1595 aparece también como editor, entre otras de obras de Agostino Carracci y Palma el Joven.
Es también autor de dos series de grabados destinadas a mostrar en toda su variedad y riqueza  las vestimentas venecianas, con objeto de mostrar la fortaleza y el lujo de la República véneta: Habiti delle done venetiane intagliate in Rome y Habiti d’huomeni et donne venetiane con la processione della Serma. Signoria et altri particolari cioé trionfi feste e cérimonie publiche della nobilissima città di Venetia, Venecia, 1610.